# Flash! Live at the Nippon Budokan in Tokyo; 1981
Flash! Live at the Nippon Budokan in Tokyo; 1981 es un álbum en vivo doble de la banda británica Queen, que contiene una actuación en vivo de la banda, grabada a principios de 1981 en el Nippon Budokan en Tokio, Japón durante la gira de The Game.

## Sobre el álbum
El álbum fue grabado durante la etapa asiática de la gira de The Game en el Nippon Budokan en Tokio, Japón el 13 de febrero de 1981. En este concierto, la banda tocó la canción "Vultan's Theme" por primera vez en vivo. El álbum contiene 30 canciones con una duración de 110:17.
El álbum fue reeditado en 2011 por Tarantura Records.

## Lista de canciones
Todas las canciones escritas por Freddie Mercury, excepto donde está anotado.

| Lado uno |                                       |                            |          |  |
| N.º      | Título                                | Escritor(es)               | Duración |  |
| 1.       | «Thunderbolts and Lighting»           |                            | 2:56     |  |
| 2.       | «Jailhouse Rock»                      | Jerry Leiber, Mike Stoller | 1:52     |  |
| 3.       | «We Will Rock You»                    | Brian May                  | 3:06     |  |
| 4.       | «Let Me Entertain You»                |                            | 3:04     |  |
| 5.       | «Play the Game»                       |                            | 4:26     |  |
| 6.       | «Mustapha»                            |                            | 2:43     |  |
| 7.       | «Death on Two Legs (Dedicated to...)» |                            | 3:44     |  |
| 8.       | «Killer Queen»                        |                            | 2:03     |  |
| 9.       | «I'm in Love with My Car»             | Roger Taylor               | 2:02     |  |

| Lado dos |                            |              |          |  |
| N.º      | Título                     | Escritor(es) | Duración |  |
| 1.       | «Get Down, Make Love»      |              | 6:13     |  |
| 2.       | «Need Your Loving Tonight» | John Deacon  | 4:22     |  |
| 3.       | «Save Me»                  | May          | 3:55     |  |
| 4.       | «Now I'm Here»             | May          | 7:41     |  |
| 5.       | «Dragon Attack»            | May          | 4:52     |  |
| 6.       | «Now I'm Here» (Reprise)   | May          | 2:00     |  |

| Lado tres |                        |                   |          |  |
| N.º       | Título                 | Escritor(es)      | Duración |  |
| 1.        | «Love of My Life»      |                   | 3:58     |  |
| 2.        | «Keep Yourself Alive»  | May               | 3:49     |  |
| 3.        | «Instrumental Inferno» |                   | 9:26     |  |
| 4.        | «Vultan's Theme»       |                   | 1:30     |  |
| 5.        | «Battle Theme»         | May               | 0:51     |  |
| 6.        | «Flash»                | May               | 2:07     |  |
| 7.        | «The Hero»             | May, Howard Blake | 2:18     |  |

| Lado cuatro |                                  |                           |          |  |
| N.º         | Título                           | Escritor(es)              | Duración |  |
| 1.          | «Crazy Little Thing Called Love» |                           | 4:34     |  |
| 2.          | «Bohemian Rhapsody»              |                           | 5:28     |  |
| 3.          | «Tie Your Mother Down»           | May                       | 5:25     |  |
| 4.          | «Another One Bites the Dust»     | Deacon                    | 3:23     |  |
| 5.          | «Sheer Heart Attack»             | Taylor                    | 5:50     |  |
| 6.          | «We Will Rock You»               | May                       | 2:01     |  |
| 7.          | «We Are the Champions»           |                           | 3:26     |  |
| 8.          | «God Save the Queen»             | tradicional, arr. por May | 1:44     |  |

## Créditos
Créditos adaptados desde las notas del álbum.
- Freddie Mercury – voz principal, guitarra acústica, pandereta, piano
- Brian May – guitarra eléctrica y acústica, coros, piano
- Roger Taylor – voz principal y coros, batería, timbal
- John Deacon – bajo eléctrico